# 德胜门 (合肥)
德胜门，俗称大南门，是合肥城门之一，位于今金寨路与环城公园南路交口附近，得名自五代十国时期设于合肥的德胜军节度。《合肥县志》载其“楼三楹，月城顶皆石台”。因合肥城内有“出威武，进德胜”的说法，官员上任、军队出征均自威武门出，由德胜门入，德胜门外还曾专门设有接官亭用于迎接到访的大小官员。为传承德胜门之名，金寨路与一环路的金屯立交桥被重新命名为德胜门立交桥。